# Cerezo (Cáceres)
Cerezo es un municipio español, en la provincia de Cáceres, Comunidad Autónoma de Extremadura. Se sitúa en la carretera EX-205, siendo lugar de paso entre la sierra de Gata y el valle del Ambroz.

## Símbolos
El escudo de Cerezo fue aprobado mediante la "Orden de 25 de mayo de 2004, por la que se aprueba el Escudo Heráldico, para el Ayuntamiento de Cerezo", publicada en el Diario Oficial de Extremadura el 22 de junio de 2004 luego de haber iniciado el expediente el pleno corporativo el 16 de febrero de 2003 y haber emitido informe el Consejo Asesor de Honores y Distinciones de la Junta de Extremadura el 29 de abril de 2004. El escudo se define oficialmente así:

Escudo de oro, un árbol cerezo de sinople, frutado de gules. Campaña jaquelada de ocho piezas de azur y siete de plata, puestas en tres fajas de a cinco. Al timbre, corona real cerrada.

## Geografía física
El término municipal de Cerezo limita con:
- Palomero, Casar de Palomero y Mohedas de Granadilla al norte;
- Guijo de Granadilla al este;
- Ahigal y Santibáñez el Bajo al sur;
- Santa Cruz de Paniagua al oeste.

## Historia
En el municipio hay restos de épocas muy antiguas, como el Pocito Gabriel, al que se le atribuye origen romano, y el Pozo Cinojal, de posible origen árabe. En las paredes del cementerio se han hallado estelas romanas con inscripciones latinas.
Cerezo fue una aldea perteneciente a la jurisdicción de Granadilla hasta el siglo XIX.
A la caída del Antiguo Régimen la localidad se constituye en municipio constitucional en la región de Extremadura, Partido Judicial de Granadilla, entonces conocido como Zerezo que en el censo de 1842 contaba con 30 hogares y 164 vecinos.

## Demografía
Cerezo cuenta con una población de 147 habitantes (INE 2024).
| Gráfica de evolución demográfica de Cerezo entre 1842 y 2021                                                        |
| |
| Población de derecho según los censos de población del INE Población de hecho según los censos de población del INE |

## Patrimonio

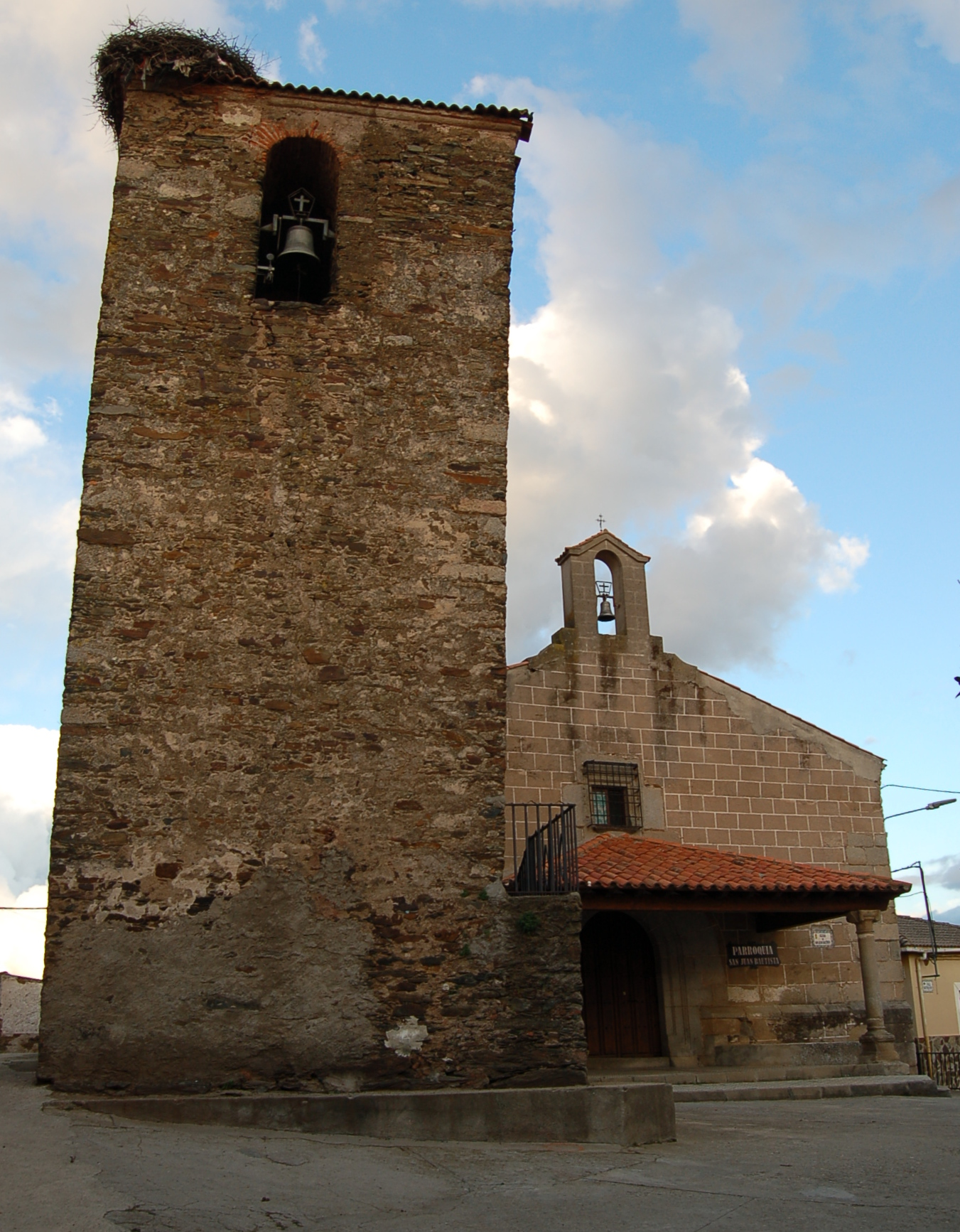
Iglesia.

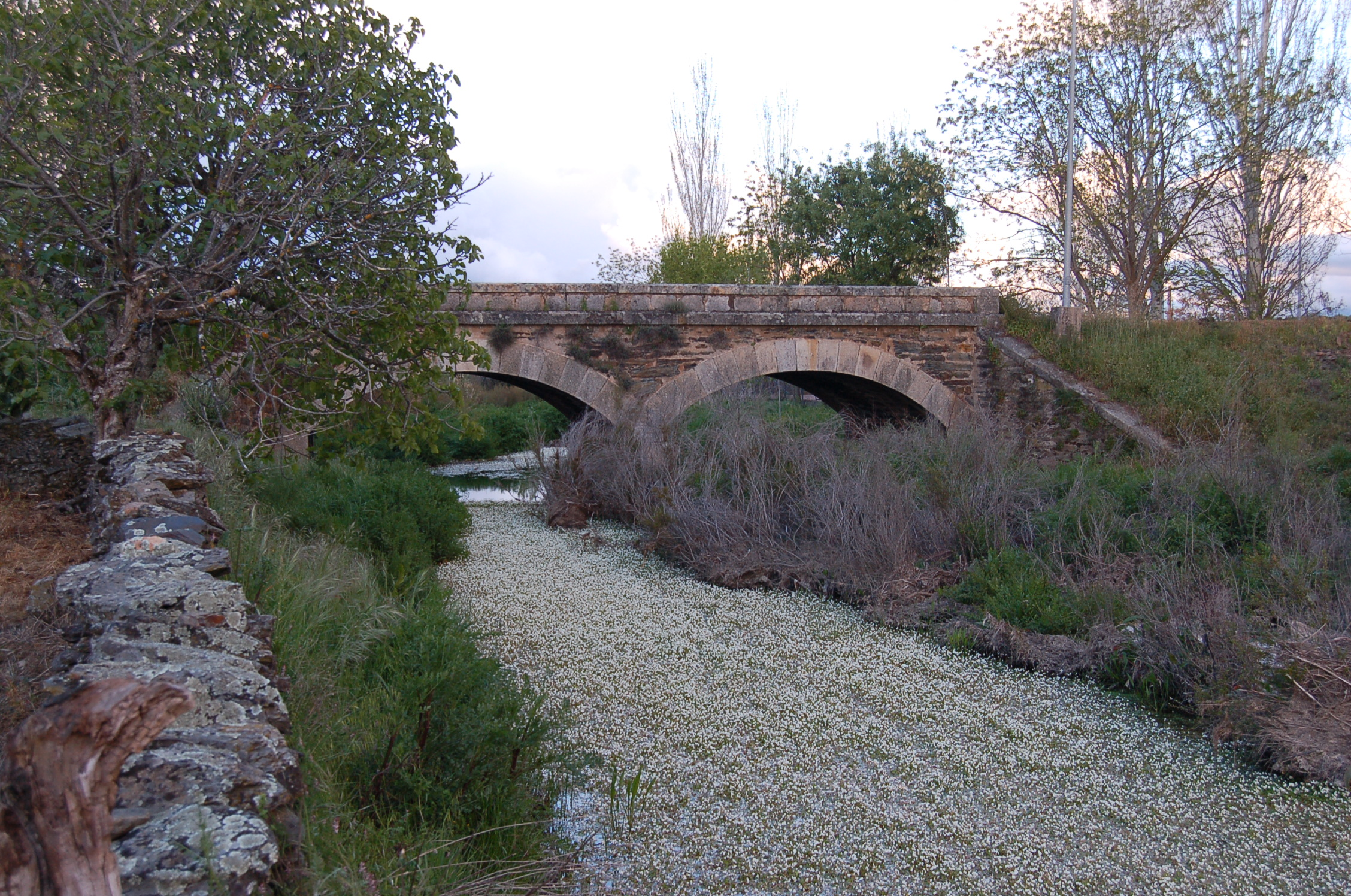
Puente sobre el arroyo Palomero.

En Cerezo se encuentran los siguientes monumentos:
- Iglesia parroquial católica bajo la advocación de San Juan Bautista, a cargo del párroco de Abadía, en la diócesis de Coria;[8]
- Ermita de la Virgen del Teso, en la Dehesa de Arriba;
- Calvario;
- Puente sobre el arroyo Palomero.

## Cultura

### Festividades
En el municipio se celebran las siguientes festividades:
- Romería de la Virgen del Teso, primer fin de semana de mayo;
- San Juan Bautista, el 24 de junio;
- San Roque, el 16 de agosto;
- Virgen del Rosario, el 8 de septiembre.

### Gastronomía
Algunos platos típicos del pueblo son los bollos de Pascua, los buñuelos de caña y las migas.